# حسن بالیوزی
حسن موقر بالیوزی (۱۶ شهریور ۱۲۸۷ – ۲۳ بهمن ۱۳۵۹) نویسنده و از مدیران جامعه بهایی، فرزند علی‌محمد خان موقرالدوله و از اعضای خاندان افنان (خاندان منسوب به سید علی محمد باب) بود. وی در دانشگاه آمریکایی بیروت و مدرسهٔ اقتصاد لندن تحصیل کرد و همراه با مجتبی مینوی، بخش فارسی بی‌بی‌سی را تأسیس کرد.
بالیوزی از سال ۱۹۳۳ تا ۱۹۶۰ عضو محفل روحانی ملی بهائیان بریتانیا و ایرلند بود و از ۱۹۴۲ تا ۱۹۶۰ ریاست آن را بر عهده داشت. شوقی افندی در سال ۱۹۵۷ وی را به‌عنوان یکی از ایادی امرالله منصوب کرد. او یک سال و اندی بعد (۱۹۵۸–۱۹۵۹) به‌عنوان یکی از ایادیان مقیم در حیفا انتخاب شد.
بالیوزی بیست سال پایانی زندگی‌اش را، به دلیل بیماری و ناتوانی از فعالیت‌های عمومی، صرف تحقیق و نگارش تاریخ‌های متعددی در مورد آیین بهایی نمود.

## زندگی‌نامه
حسن موقر بالیوزی ۱۶ شهریور ۱۲۸۷ (۷ سپتامبر ۱۹۰۸ میلادی) در شیراز زاده شد. پدرش علی‌محمد خان موقرالدوله و مادرش مُنوّرخانم بودند. پس از مرگ پدرش، لقب موقرالدوله به او رسید. پدرش حاکم بوشهر و جزایر و بندرها خلیج فارس بود. از این رو ساکن بوشهر بودند. و بعدها به عنوان وزیر کشور در ایران خدمت کرد. حسن از پنج سالگی وارد مدرسهٔ «سعادت» بوشهر شد. پس از شروع جنگ جهانی اول، بوشهر به اشغال بریتانیا درآمد. چون موقرالدوله را مُخل اقدامات خود می‌دانستند او و خانواده اش را به هندوستان تبعید کردند.

### در هندوستان
موقرالدوله و خانواده اش مدت شش ماه ساکن کلکته شدند، سپس به شهر پونا نقل مکان کردند و تا آخر دورهٔ تبعید در آن شهر ماندند. حسن در پونا در نزد دو ادیب مشهور که از دوستان پدرش بودند به آموختن فارسی و عربی، تاریخ، جغرافیا و حساب مشغول بود. برای آموختن زبان انگلیسی به مدرسهٔ زبان «بیشاپ کالج» هم می‌رفت. او همزمان به یادگیری زبان اردو هم مشغول شد. پس از چهارسال در پونا با پایان جنگ، بریتانیائی‌ها به موقرالدوله اجازه بازگشت به ایران را دادند ولی چون حضور او را در بوشهر موافق با موقعیت خود نمی‌دانستند او را به تهران فرستادند.

#### بازگشت به ایران
در تهران، حسن در مدرسهٔ «سیروس» ثبت نام کرده، در کلاس‌های بالاتر از هم سالانش وارد شد. پس از دوسال اقامت در تهران، و فوت موقرالدوله در سال ۱۳۰۰، برادر موقرالدوله سرپرستی خانوادهٔ برادرش را در شیراز به عهده گرفت. با آگاهی از هوش و استعداد حسن، عمویش علاقمند به ادامهٔ تحصیل او بود. اما در شیراز این امکان نداشت؛ بنابراین حسن ۱۷ ساله را برای ادامه تحصیل به بیروت فرستاد.

#### در بیروت
حسن بالیوزی در سال ۱۹۲۵ وارد «دانشگاه بیروت» شد و پس از پایان یک سال دورهٔ مقدماتی وارد کلاس‌های دورهٔ لیسانس شده در سال ۱۹۳۲ با دریافت مدرک شیمی پایان‌نامه خود را دریافت کرد. در دوران سکونت در بیروت در سال ۱۹۲۵م پس از دیداری با شوقی افندی از پیروان ثابت و فداکار آئین بهائی شد. بالیوزی علاوه بر تحصیل در دانشگاه در برنامه‌های ورزشی فوتبال و هنری نمایش شرکت می‌کرد. در دانشگاه که عدهٔ زیادی دانشجوی بهائی داشت، به عنوان راهنما و مدیر «انجمن دانشجویان بهائی» انتخاب شد.

## تحصیل و کار در لندن

### تحصیل و فعالیت‌ها
حسن موقر بالیوزی که در رشتهٔ تاریخ سیاسی پذیرفته شده بود در سال ۱۹۳۲م به لندن رفت. بالیوزی به زبان‌های فارسی، عربی، و انگلیسی تسلط کامل داشت. دارای لیسانس شیمی از دانشگاه بیروت، و مدرک فوق لیسانس «تاریخ سیاسی» در ۱۹۳۵م از دانشگاه اقتصاد لندن داشت. سپس به تحصیل در زمینه نظریه عمومی بریتانیا دربارهٔ روابط فرانسه و آلمان پس از جنگ جهانی اول پرداخت؛ اما رسالهٔ دکترای او به دلیل نیافتن استاد راهنمای شایسته، به تعویق افتاد و با شروع جنگ جهانی دوم تحصیلات دانشگاهی بالیوزی هم به پایان رسید.
با ورود بالیوزی به بریتانیا و فعالیت‌هایش در جامعهٔ بهائیان سبب شد تا در سال ۱۹۳۳م در سن ۲۴ سالگی با آراء بهائیان آن کشور به عضویت شورای مدیریت جامعه بهائی در بریتانیا انتخاب شود. از سال ۱۹۳۷–۱۹۶۰ رئیس محفل روحانی بهائیان بریتانیا گردید. تا اینکه به واسطهٔ بیماری جسمی از عضویت در این هیئت استعفا داد و به تحقیق و نگارش پرداخت. وی اندکی پیش از درگذشت شوقی افندی در اکتبر سال ۱۹۵۷، توسط وی یکی از ایادی امرالله منصوب شد. بالیوزی در کنفرانس‌های ایادی‌ها نقش مترجم را هم ایفا نمود. پس از مدتی با پیشرفت بیماریش دیگر قادر به سفر برای دیدار جوامع بهائی نبود. از این جهت به تحقیق‌های علمی پرداخت.

### کار در بی‌بی‌سی فارسی
بالیوزی، نخستین گویندهٔ رادیو بی‌بی‌سی فارسی؛ به مدت ۱۸ سال به عنوان یک کارمند عالی‌رتبه بخش فارسی رادیو بی‌بی‌سی با بسیاری از ادبا و نویسندگان ایرانی مانند مجتبی مینوئی، مسعود فرزاد، گلچین معانی، لطفعلی صورتگر، محمد حجازی، و حسین حجازی آشنا شد و روابط گرم و صمیمانه برقرار کرد. در سال ۱۹۵۸م از شغل خود در بی‌بی‌سی فارسی استعفا داد، اما تا چند سال برنامه‌های خاصی را در رادیو اجرا می‌کرد. پس از پایان کار در بی‌بی‌سی فارسی او بیشتر اوقات خود را صرف فعالیت در جامعهٔ بهائی در بریتانیا کرد. او بارها به عنوان نماینده جامعهٔ‌بهائی به کشورهای مختلف در اروپا و آفریقا و آمریکای جنوبی سفر کرد و در جلسات مختلف با حضور بهائیان و غیر بهائیان سخنرانی نمود.

#### سفر به ایران
بالیوزی به دعوت دانشگاه پهلوی شیراز سخنرانی پر محتوایی در زمینه غنا و قدمت زبان شیرین فارسی، ادبیات فارسی و انگلیسی، و مقایسه اشعار و نوشته‌های شکسپیر با آثار سعدی ارائه داد. به این ترتیب او توانست از زادگاهش، شیراز دیدن کند. و در این سفر از شهرهای اصفهان و تهران هم در این سفر آخرش به ایران دیدن کرد.
از سال۱۹۶۲م عارضه ای بر شانهٔ راست او آشکار شد که ناچار به عمل جراحی شد و از سال ۱۹۶۳ تمام وقت خود را صرف تحقیق‌های علمی و نوشتن کتاب‌های گوناگون نمود. آثار قلمی او به زبان انگلیسی: در سال‌های (۱۹۷۱م) «عبدالبهاء»؛ (۱۹۷۳م) «باب»؛ (۱۹۸۰م) «بهاءالله شمس حقیقت»؛ (۱۹۷۰) «ادوارد براون و دیانت بهائی»؛ (۱۹۷۶) مطالعه ای در اسلام- «محمد و سیر اسلام» را به نشر درآورد. منابع مورد استفادهٔ بالیوزی برای تألیف آن آثار و کتاب هائی نایاب یا یک بار چاپ شده از منابع فارسی، عربی و انگلیسی بودند. آثار دیگری هم از جمله «نابرادری»، «تندباد حوادث»، «داستان سه خواهر»، و «لغات وارده از زبان فارسی به زبان انگلیسی» را به فارسی در زمان حیاتش تدوین و منتشر کرد که همه حاصل این دوره زندگانی اوست. دو کتاب، (۱۹۸۱م) «خدیجه بگم»؛ و (۱۹۸۵م) «بهائیان برجستهٔ زمان بهاءالله» که نتیجهٔ پژوهش‌هایش بودند پس از درگذشت او منتشر شدند.
اولین کنگره جهانی بهائیان در لندن (۱۹۶۳) با تلاش او سازماندهی شد. در همان زمان (اردیبهشت ۱۳۴۲) تسهیلاتی که اسدالله علم برای سفر و شرکت بهائیان در این کنگره فراهم کرد، مورد اعتراض روح‌الله خمینی قرار گرفت.
بالیوزی در ۲۳ بهمن ۱۳۵۸ (۱۲ فوریه ۱۹۸۰) بر اثر سکتهٔ قلبی در خواب در لندن درگذشت. او کتابخانهٔ بزرگ و منحصر به فرد خود را به نام «کتابخانهٔ افنان» وقف علم و تحقیق برای استفادهٔ پژوهش گران شده است.